# 2010年冬季残疾人奥林匹克运动会塞尔维亚代表团
2010年冬季残疾人奥林匹克运动会塞尔维亚代表团是塞尔维亚派出的2010年冬季残疾人奥林匹克运动会代表团。未获得奖牌。